# Bitva u Josu
Bitva u Josu byla menší námořní bitva u pobřeží jihokorejského města Josu.

## Průběh
Incident se odehrál v noci ze 17. na 18. prosince 1998. Jihokorejské ozbrojené síly objevily severokorejskou „miniponorku“, v níž byla maximálně šestičlenná posádka, zhruba dva kilometry od jihokorejského přístavu Josu na jihozápadě země. Jihokorejské námořnictvo a letectvo ji sedm hodin pronásledovalo a po přestřelce ji potopilo zhruba 100 kilometrů jižně od ostrova Kodžedo. Jihokorejské ministerstvo obrany uvedlo, že nic nenasvědčuje tomu, že by miniponorka vysadila na jihokorejské území severokorejské agenty.